# Gilain de Sart
Gilain of Gielen de Sart, ook Ghislain Delesart, gelatiniseerd Joannes Gislenius (1379 – Luik, 16 juni 1444) was een geestelijke die kanselier van Luik en kanselier van Brabant was.

## Leven
Gilain werd geboren in Waals-Brabant in het prinsbisdom Luik, een dubbele affiliatie die zijn loopbaan zou bepalen. Zijn familie bezat gronden in Geest-Gérompont en Mont-Saint-André, alsook in Sart in Namen. Vermoedelijk kwam hij dus niet uit een plaats met de naam Sart in Waals-Brabant, al hebben sommige auteurs dat wel beweerd. Zijn moeder zal Nederlandstalig zijn geweest, want zijn voornaam wordt vaak gegeven als Gielen of Gelen.
In 1396 schreef hij zich in aan de Universiteit van Keulen. In 1408 bekwam hij een prebende van de Sint-Lambertuskathedraal in Luik, en in 1411 werd hij kanunnik in de Dom van Aken. Kortstondig was hij ook verbonden aan het huishouden van Pierre d'Ailly. Zijn loopbaan speelde zich af binnen de kerk, hoewel hij slechts lagere wijdingen ontving. Meest prominent misschien was zijn dekenschap van de Sint-Denijskerk in Luik. Toen Jan van Wallenrode, prins-bisschop van Luik, in 1419 stierf, verwierf De Sart diens privébibliotheek.
Onder de opvolger van Walenrode, Jan van Heinsberg, werd de Sart benoemd tot kanselier van het prinsbisdom Luik. In 1428 werd hij ook lid van de hofraad van de Brabantse hertog Filips van Sint-Pols. Het volgende jaar nam hij zelfs ontslag als kanselier van Luik om het ambt in Brabant op te nemen. Kort daarna overleed de hertog zonder een directe erfgenaam. In die periode nam De Sart het bestuur waar totdat de opvolging was geregeld. De nieuwe hertog, Filips de Goede, verloste De Sart niet alleen van het regentschap, maar ook van het kanselierschap. Hij herstelde zijn concurrent Jan de Bont in functie.
Enkele jaren later, in 1433, schreef De Sart zich in aan de Universiteit van Leuven, waar de Faculteit Godgeleerdheid net was geopend. In 1437 leefde hij op rust in Luik.
In het gevolg van Jan van Heinsberg woonde De Sart in 1442 in Aken de kroning van Frederik III tot Rooms-koning bij. Als kanunnik van de  Dom hoorde hij Frederik de biecht vóór het begin van de ceremonie.